# Abdelaziz Dahmani
Pour les articles homonymes, voir Dahmani (homonymie).
Abdelaziz Dahmani alias « Zouzou », né le 2 mars 1934 à La Marsa, est un journaliste et footballeur tunisien.
Ailier gauche percutant en attaque, il commence sa carrière à l'Avenir sportif de la Marsa puis effectue un passage au sein du Club africain, inscrivant le seul but clubiste lors de la première finale de la coupe de Tunisie après l'indépendance, perdue face au Stade tunisien (1-3). Il part ensuite en France pour poursuivre ses études et sa carrière footballistique. Il revient jouer à l'Avenir sportif de La Marsa chaque fois que c'est possible. En 1960, il dispute huit matchs et marque deux buts avant de raccrocher.
Il entame alors une carrière journalistique, collaborant aux journaux Le Sport et La Presse de Tunisie avec des articles sportifs et des caricatures qu'il signe Daziz. Il rejoint ensuite Jeune Afrique, où il est grand reporter. En 1978, il reçoit le Prix Pierre-Mille du grand reportage décerné par un jury de journalistes appartenant au syndicat fédéral de la presse d'expression française. Il lance plus tard sa propre entreprise d'édition en France.

## Carrière de footballeur
- 1950-1955 : Avenir sportif de La Marsa (Tunisie)
- 1955-1956 : Club africain (Tunisie)
- 1957-1960 : Avenir sportif de La Marsa (Tunisie)